# Замок Данмагон
Замок Дунмагон (англ. Dunmahon Castle) — замок Данмагон — один із замків Ірландії, розташований у графстві Корк, біля однойменного селища Дунмагон. Замок стоїть на скелі біля річки Фуншон. Нині замок лежить у руїнах. Замок Дунмагон являє собою квадратну вежу, що нині заросла плющем. Замок був побудований в 1541 році ірландським кланом О'Геннесі (О'х-Енгуса). Цей клан володів землями Кілл Веган у васальному королівстві Ві Фальге. Нині ірландський клан О'Геннесі відомий на весь світ завдяки сорту бренді, який люди з цього клану колись започаткували і досі виготовляють.